# Sykia (Nea Kerdylia)
Sykia (griechisch Συκιά = Feigenbaum) ist ein Ort in der griechischen Gemeinde Amfipoli in Zentralmakedonien. Er liegt etwa 2 km westlich der Strymonmündung und 1,5 km südwestlich von Nea Kerdylia. 500 m westlich lag die antike Stadt Argilos.
1976 fand der griechische Archäologe Dimitrios Lazaridis zwei makedonische Gräber. Der als Makedonisches Grab 1 bezeichnete Grabbau liegt am westlichen Ausgang von Sykia. Das jüngere Makedonische Grab 2 befindet sich etwa 100 m östlich des Ortes. Bis 1980 entdeckte Lazaridis 18 weitere Gräber aus klassischer Zeit. Beim Ausbau der Nationalstraße Aftokinitodromos 2 legte man 1986 Gräber und Keramik aus archaischer, klassischer und hellenistischer Zeit frei. Es konnte bisher noch nicht geklärt werden, ob der Friedhof zu Argilos oder zu Amphipolis gehörte, das sich im 4. Jahrhundert bis auf das Westufer des Strymon ausgebreitet hatte.
400 m westlich des Dorfes auf dem Hügel Tetralofos findet man die Überreste eines Bunkers aus dem Zweiten Weltkrieg.